# Regeringen von Otter
Regeringen von Otter var Sveriges regering mellan 12 september 1900 och 5 juli 1902.
Regeringen genomdrev 1901 den nya härordningen, som med avskaffande av indelningsverket införde åtta månaders övning för infanteriet och tolv månaders för specialvapnen. Däremot vann det år 1902 framlagda rösträttsförslaget föga eller inga sympatier från något håll och blev av riksdagen avslaget.

## Statsråd
| Statsminister         |  | Fredrik von Otter         | 12 september 1900 | 5 juli 1902       | Partilös                  |
| Justitieminister      |  | Ludvig Annerstedt         | 12 september 1900 | 5 december 1901   | Oberoende konservativ     |
| Justitieminister      |  | Hjalmar Hammarskjöld      | 5 december 1901   | 5 juli 1902       | Oberoende konservativ     |
| Utrikesminister       |  | Alfred Lagerheim          | 12 september 1900 | 5 juli 1902       | Lantmannapartiet          |
| Krigsminister         |  | Jesper Crusebjörn         | 12 september 1900 | 5 juli 1902       | Partilös                  |
| Sjöförsvarsminister   |  | Gerhard Dyrssen           | 12 september 1900 | 31 maj 1901       | Partilös                  |
| Sjöförsvarsminister   |  | Louis Palander            | 13 maj 1901       | 5 juli 1902       | Partilös                  |
| Civilminister         |  | Edvard von Krusenstjerna  | 12 september 1900 | 5 juli 1902       | Partilös                  |
| Finansminister        |  | Hans Hansson Wachtmeister | 12 september 1900 | 5 juli 1902       | Protektionistiska partiet |
| Ecklesiastikminister  |  | Nils Claëson              | 12 september 1900 | 5 juli 1902       | Partilös                  |
| Jordbruksminister     |  | Theodor Odelberg          | 12 september 1900 | 5 juli 1902       | Protektionistiska partiet |
| Konsultativa statsråd |  |                           |                   |                   |                           |
| Konsultativt statsråd |  | Karl Husberg              | 12 september 1900 | 5 juli 1902       | Partilös                  |
| Konsultativt statsråd |  | Herman Wikblad            | 12 september 1900 | 25 september 1901 | Partilös                  |
| Konsultativt statsråd |  | Hjalmar Hammarskjöld      | 25 september 1901 | 6 december 1901   | Oberoende konservativ     |
| Konsultativt statsråd |  | Hjalmar Westring          | 6 december 1901   | 5 juli 1902       | Partilös                  |